# Apium
Apium (api) és un gènere de plantes amb flors dins la família de les apiàcies de la qual és el gènere tipus. Algunes espècies són comestibles, com ho és, per exemple, l'api (Apium graveolens).

## Descripció
Són plantes de mida mitjana a alta, bianuals o perennes que creixen en terrenys humits. Les seves fulles són pinnades o bipinnades i les flors són petites disposades en umbel·les.

## Distribució
Té una distribució subcosmopolita, és present a Europa, Àsia central i occidental, Àfrica del nord i del sud, sud d'Amèrica del Sud Austràlia i Nova Zelanda.

## Taxonomia
Aquest gènere compta amb 12 espècies acceptades]:
- Apium annuum P.S.Short
- Apium australe Thouars
- Apium chilense Hook. & Arn.
- Apium commersonii DC.
- Apium fernandezianum Johow
- Apium graveolens L. - api
- Apium insulare P.S.Short
- Apium larranagum M.Hiroe
- Apium panul (Bertero ex DC.) Reiche
- Apium prostratum Labill. ex Vent.
- Apium santiagoensis M.Hiroe
- Apium sellowianum H.Wolff